# Sallustio Tarugi
Sallustio Tarugi (Montepulciano, ... – 10 agosto 1613) è stato un arcivescovo cattolico italiano.

## Biografia
Parente del cardinale Francesco Maria Tarugi e, come lui, amico di Carlo Borromeo, fu commendatore di Santo Spirito dal 1594 al 1600, nonché prelato della Congregazione della Riforma. Dopo aver partecipato nel 1596 al primo Capitolo Generale dell'Ordine Camilliano, ne presiedette il secondo, tenutosi dal 12 maggio al 9 agosto 1599, sostenendone le posizioni davanti a papa Clemente VIII.
Fu consacrato quarto vescovo della giovane diocesi di Montepulciano nel 1600. Nel 1607 fu elevato al rango di Arcivescovo di Pisa, rimanendo nella città toscana fino alla sua morte, avvenuta nel 1613.
Svolse anche il ruolo di ambasciatore fiorentino in Spagna tra il 1602 e il 1609, subentrando con successo al predecessore Concino Concini, grazie anche all'aiuto iniziale di Orazio Della Rena.